# Desmometopa singaporensis
Desmometopa singaporensis är en tvåvingeart som beskrevs av Kertesz 1899. Desmometopa singaporensis ingår i släktet Desmometopa och familjen sprickflugor. Inga underarter finns listade i Catalogue of Life.